# Juan Ramón Verón
Juan Ramón Verón (La Plata, 17 de marzo de 1944 - La Plata, 27 de mayo de 2025) fue un futbolista y entrenador argentino. Símbolo de Estudiantes de La Plata y del Junior de Barranquilla, fue campeón del mundo de clubes al ganar la Copa Intercontinental 1968 con el club de La Plata, con un gol de su autoría. Fue padre de Juan Sebastián, de Iani Verón y de Fabián Verón. Su hijo, Juan Sebastián, es considerado uno de los jugadores más destacados de la historia del club de La Plata.

## Trayectoria

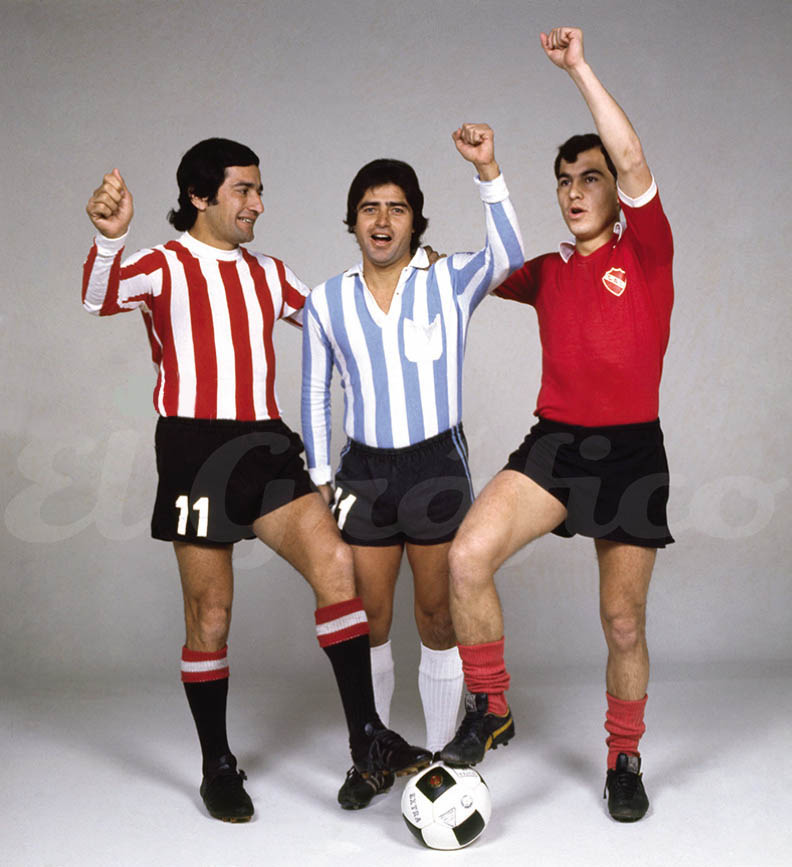
Verón, Cárdenas y Bochini, las principales figuras de las copas Intercontinentales que el fútbol argentino había ganado hasta 1973.

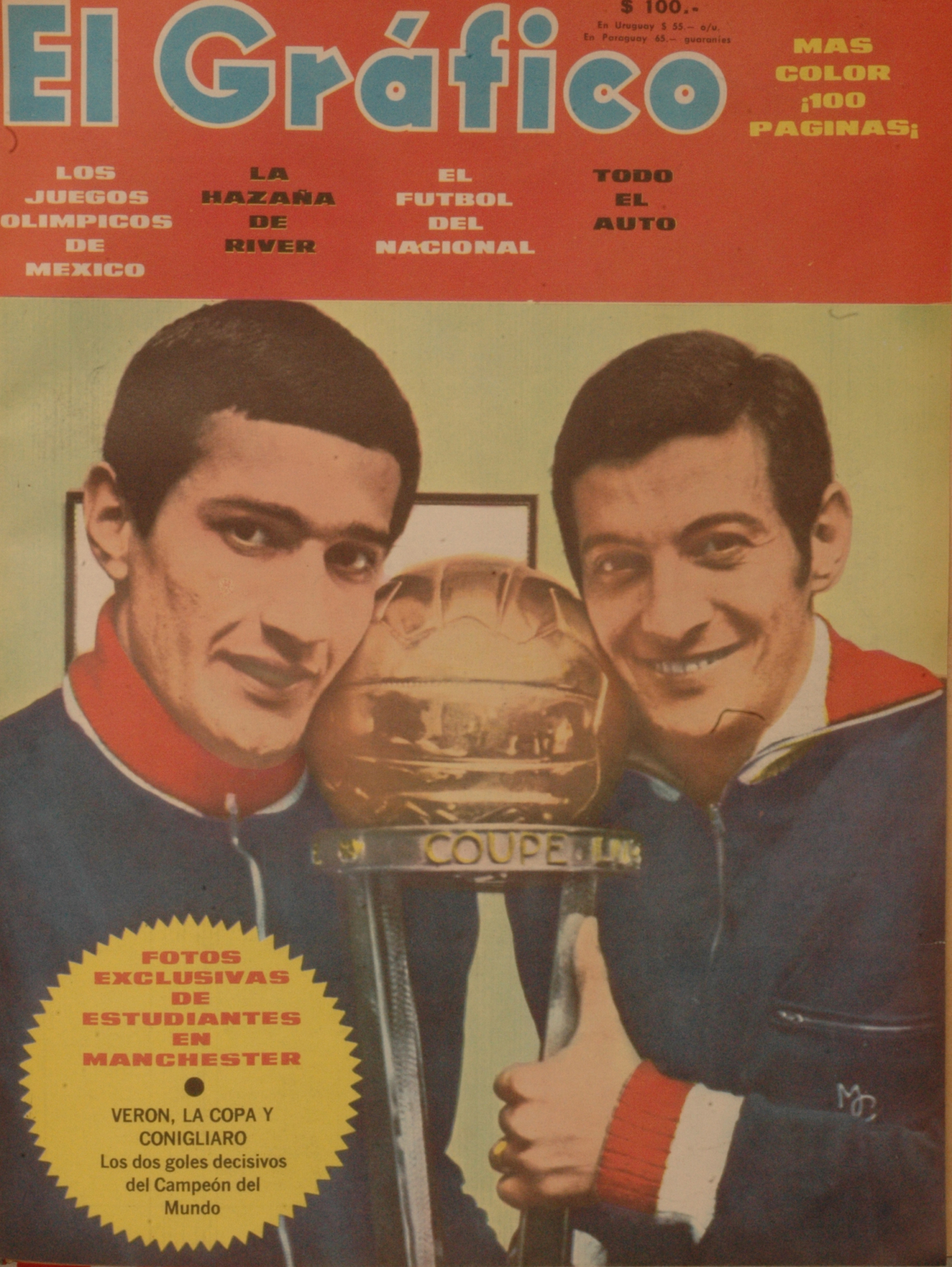
Verón con Conigliaro en 1968.

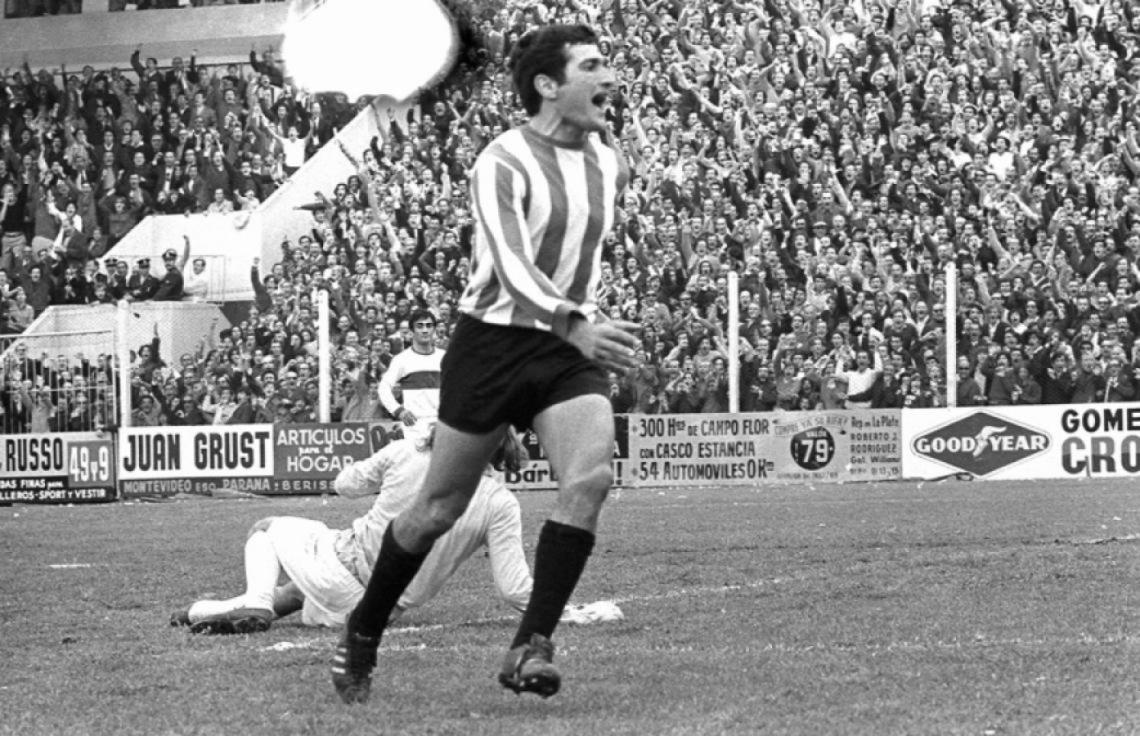
Verón festejando su gol ante Gimnasia (L.P.)

La Bruja jugó como delantero en Estudiantes de La Plata. Verón se caracterizó por su habilidad y capacidad goleadora.
Verón debutó en Estudiantes el 12 de diciembre de 1962 en una derrota de 4 a 0 contra Boca Juniors. No volvió a jugar en la primera de Estudiantes hasta 1965, cuando se asentó en el equipo y disputó 25 partidos.
En el año 1966 se sumó como refuerzo del Alianza Fútbol Club (El Salvador)  para un partido contra el Santos FC de Brasil, en el que jugaba Pelé. El equipo salvadoreño ganó 2 a 1 con un gol de Verón. A partir del año 1967, Verón fue pieza clave del equipo argentino más exitoso de la década de 1960, el Estudiantes de La Plata de Osvaldo Zubeldía que ganó tres Copas Libertadores en forma consecutiva, una Copa Interamericana y una Copa Intercontinental. En esos campeonatos internacionales,  Verón tuvo grandes actuaciones, particularmente en partidos importantes como la final de la Copa Libertadores 1968 contra Palmeiras, en la que marcó tres goles, o en la Copa Intercontinental 1968, en la que marcó un gol en el partido de vuelta ante el Manchester United.

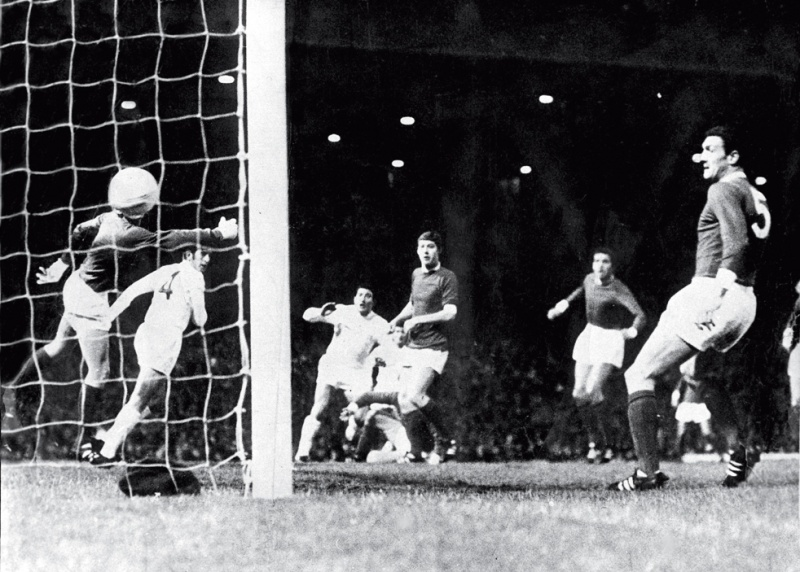
La Bruja, de cabeza, convierte ante el Manchester United en la final intercontinental.

En 1972, Estudiantes lo transfirió al Panathinaikos FC de Grecia, donde jugó 57 partidos, convirtiendo 22 goles. Solo en el Campeonato griego 1972/73 conquistó 14 goles. 
En el año 1975 volvió a Estudiantes, saliendo subcampeón del Campeonato Nacional 1975. Al año siguiente empezó su exitoso paso por los clubes Junior de Barranquilla y Cúcuta Deportivo, en Colombia. En el Junior se desempeñó como jugador y técnico encargado en la final del año 1977 en donde se coronó campeón, dándole la primera estrella al conjunto barranquillero, ganándose así el rótulo de ídolo.
En 1980 volvió a Estudiantes de La Plata. Jugó su último partido en Estudiantes contra Atlético Tucumán el 22 de noviembre de 1981. Volvió a jugar en la Liga Madariaguense de Fútbol en el club Juventud Unida, donde tuvo que retirarse en 1985 al sufrir una lesión. Luego de su retiro, Verón tuvo una corta carrera como entrenador en Centroamérica, en la cual dirigió a la selección de Guatemala. También trabajó como asesor deportivo en Estudiantes y como funcionario gubernamental.
En Estudiantes, Verón jugó 324 partidos, convirtiendo 90 goles. En toda su carrera, Verón disputó 544 partidos oficiales, marcando 172 goles; lo que le otorga una efectividad 0,32 goles por partido.

## Clubes

### Como jugador
| Club             | País      | Año         | PJ  | Goles |
| ---------------- | --------- | ----------- | --- | ----- |
| Estudiantes (LP) | Argentina | 1962 - 1972 | 212 | 63    |
| Panathinaikos FC | Grecia    | 1972 - 1975 | 57  | 22    |
| Estudiantes (LP) | Argentina | 1975 - 1976 | 43  | 9     |
| Junior           | Colombia  | 1976 - 1977 | 85  | 34    |
| Cúcuta Deportivo | Colombia  | 1978 - 1979 | 39  | 21    |
| Estudiantes (LP) | Argentina | 1980 - 1981 | 35  | 6     |
| Argentino (Q)    | Argentina | 1981        | 12  | 3     |

### Como entrenador
| Club                               | País      | Año       |
| ---------------------------------- | --------- | --------- |
| Junior de Barranquilla             | Colombia  | 1977      |
| Junior de Barranquilla             | Colombia  | 1979      |
| Comunicaciones                     | Guatemala | 1994-1995 |
| Selección guatemalteca de fútbol   | Guatemala | 1996      |
| Comunicaciones                     | Guatemala | 1997-1998 |
| Estudiantes de La Plata (interino) | Argentina | 1992      |
| Estudiantes de La Plata (interino) | Argentina | 2002      |

## Palmarés

### Campeonatos nacionales
| Título           | Club             | País      | Año    |
| ---------------- | ---------------- | --------- | ------ |
| Primera División | Estudiantes (LP) | Argentina | M-1967 |
| Primera A        | Junior           | Colombia  | 1977   |

### Campeonatos internacionales
| Título                | Club             | Sede       | Año  |
| --------------------- | ---------------- | ---------- | ---- |
| Copa Libertadores     | Estudiantes (LP) | Montevideo | 1968 |
| Copa Intercontinental | Estudiantes (LP) | Mánchester | 1968 |
| Copa Interamericana   | Estudiantes (LP) | Montevideo | 1969 |
| Copa Libertadores     | Estudiantes (LP) | La Plata   | 1969 |
| Copa Libertadores     | Estudiantes (LP) | Montevideo | 1970 |